# Raquel Alessi
Raquel Nazzerena Alessi (Los Angeles, 7 marzo 1983) è un'attrice statunitense.

## Filmografia parziale

### Cinema
- Uncle Sam, regia di William Lustig (1996)
- Ghost Rider, regia di Mark Steven Johnson (2007)
- Miss Marzo (Miss March), regia di Trevor Moore e Zach Cregger (2009)
- Entourage, regia di Doug Ellin (2015)

### Televisione
- Standoff - serie TV, 18 episodi (2006-2007)
- How I Met Your Mother - serie TV, episodio 5x08 (2009)
- CSI: NY - serie TV, episodio 6x05 (2009)
- Charlie's Angels - serie TV, episodio 1x07 (2011)
- Castle - serie TV, episodio 5x19 (2013)

## Doppiatrici italiane
Nelle versioni in italiano delle opere in cui ha recitato, Raquel Alessi è stata doppiata da:
- Monica Ward in Standoff
- Chiara Gioncardi in Ghost Rider
- Tiziana Avarista in Miss Marzo
- Aglaia Zanetti in How I Met Your Mother
- Francesca Manicone in CSI: NY
- Francesca Zavaglia in Castle